# Pola Illéry
Pola Illéry (n. 18 decembrie 1909 – d. 19 octombrie 1993) a fost o actriță și cântăreață de origine română ce a apărut în filme mute și în primele filme cu sunet, fiind cunoscută în special pentru rolurile de vampă.
S-a născut ca Paula Iliescu în Corabia, România și a fost, de asemenea, cunoscută sub numele de Paula I Gibson. Illéry a apărut în câteva filme franceze realizate în anii 1920 și 1930, mai ales în filmul lui René Clair Sub Acoperisurile din Paris (1930) și în Parada Paramount, versiunea în limba română a Paramount on Parade (1930) realizat în Paris de către Paramount Pictures. Se crede că a apărut pentru ultima dată în filme în 1938.
Illéry s-a căsătorit maiorul american Charles Grenier în timpul celui de-al doilea Război Mondial și s-a mutat în Statele Unite cu el, luându-și cetățenia americană în 1946. Căsătoria a durat doar câteva luni înainte ca el să fie ucis într-un accident. Ea s-a recăsătorit mai târziu cu Jim Gibson și cuplul s-a mutat în Palos Verdes, unde Illéry a trăit pentru tot restul vieții ei.

## Moartea și necrologuri false
Illéry a murit la 19 octombrie 1993, în Los Angeles, California, în vârstă de 83 de ani, și a fost una dintre ultimele supraviețuitoare dintre actrițele care au apărut în filme mute ca adult
În 2012, un fals necrolog a fost publicat în numeroase ziare, inclusiv The Daily Telegraph și a apărut pe numeroase site-uri. Aceast necrolog s-a dovedit a fi o farsă, deoarece Illery a murit de fapt în 1993, iar cele mai multe dintre informațiile conținute erau, de asemenea, incorecte.

## Filmografie
- Căpitanul Fracasse (1929)
- Iluzii (1930)
- Sub acoperișurile din Paris (1930)
- Omul în haine de seară (1931)
- Strada fără nume (1934)